# Кириллиха
Кири́ллиха — село в западной части Александрово-Заводского района Забайкальского края России.
Население — 125 чел. (2021).

## География
Расположено на правом берегу реки Шаранча, правом притоке Борзи, в 34 км (по автодороге) к западу от Александровского Завода. До поселкового центра, села Шаранча — 8 км.

## Население
| 1989 | 2002 | 2010 | 2021 |
| ---- | ---- | ---- | ---- |
| 248  | ↘211 | ↘167 | ↘125 |